# Nagrak (Ciater)
Nagrak is een bestuurslaag in het regentschap Subang van de provincie West-Java, Indonesië. Nagrak telt 2089 inwoners (volkstelling 2010).